# Phthonosema psathyra
Phthonosema psathyra là một loài bướm đêm trong họ Geometridae.